# インターハート
インターハート（英: INTERHEART）は、日本のアダルトゲームブランド。

## 略歴
1992年にハート電子産業株式会社から独立し「株式会社インターハート（英: INTERHEART Co., Ltd.）」として設立。設立当初は「INTERHEART」ブランドのみで作品を発表していたが、1995年頃から「ポイズンブレス」や「きゃんでぃそふと」等のサブブランドを設けて、それぞれのブランドごとに、ハードなものからソフトなものまで製作している。
2008年に熟女モノブランドである「ういろうソフト」、2009年に3DCGゲームを専門に製作するブランド「REAL」と明るさや可愛らしさをイメージしたブランド「ぐみそふと」を設けた。2009年からは過去作のダウンロード販売も始めている。かつてはサブブランドSWALLOW TAILにてボーイズラブゲームも発売していた。
2018年5月25日付でワイティー企画に合併し、法人としては解散。
同年にハート電子産業株式会社から独立したメーカーとして株式会社アイワン（ILLUSION）がある。
『美少女ゲームマニアックス2』においては、手堅さと豪快さを併せ持ったブランドとして記されている。

## 作品一覧

### INTERHEART
- 1992年12月10日 - ムーンライトエナジー
- 1993年6月10日 - Lua（ルア）
- 1993年10月29日 - バンパイアはいすくーる
- 1994年7月29日 - 戯画もーしょん
- 1994年9月29日 - 東京風俗紀行
- 1994年11月25日 - 囚われの天使
- 1995年4月1日 - 令嬢物語 ～れいじょうものがたり～
- 1995年12月1日 - ムーンライトエナジー2
- 1996年1月26日 - インターハートコレクションvol.1
- 1996年6月28日 - Fortune Lover（フォーチュンラヴァー）
- 1996年8月23日 - 舘 ～やかた～
- 1996年10月18日 - 家庭教師 ～かていきょうし～
- 1996年11月8日 - インターハートコレクションvol.2
- 1996年12月6日 - いたずら ～悪戯～
- 1997年6月6日 - 奴隷婦（かせいふ）～SEXメイド～
- 1997年11月28日 - インターハートコレクションvol.3
- 1997年12月5日 - わるっ!! ～いたずら～
- 1998年11月27日 - 悪戯 ～常習者達の宴～
- 1998年12月18日 - バスガール ～激・大宴会旅情編～
- 1999年4月28日 - 警備員 ～けいびいん～
- 1999年9月24日 - 悪っ外伝 〜悪夢のラッシュアワー〜
- 1999年12月10日 - 悪戯III
- 2000年6月30日 - 警備員 ～歪んだ職務日誌～
- 2000年12月13日 - 鬼 -おに-
- 2001年2月2日 - インターハート メールコレクション VOL.1
- 2001年5月11日 - 悪戯王 ～いたずらキング～
- 2001年8月10日 - ネットマニア ～張り巡らされた校舎～
- 2001年12月14日 - オイラは番台
- 2002年4月12日 - 凌辱せぇるすまん ～悪徳商法虎の巻～
- 2002年5月31日 - 恥辱のカンケイ ～淫行教師～
- 2002年11月29日 - 悪戯4 ～俺達の戦闘車輌～
- 2003年3月28日 - 凌辱痴漢バス
- 2003年5月30日 - 恥辱のカンケイ2
- 2003年9月19日 - 警備員2
- 2003年12月19日 - オイラは番台 ～平作&健太の夢物語～
- 2004年4月28日 - 凌辱荘(淫辱荘)
- 2004年9月17日 - Eighteen ～美少女痴漢遊戯～
- 2005年2月18日 - 肉体金融道
- 2005年4月28日 - 悪戯0 -ZERO-
- 2006年4月21日 - オイラは番台 弐
- 2007年4月27日 - 続・凌辱荘
- 2007年6月29日 - 処女奪館 ～お嬢様をレディに～
- 2008年3月28日 - いたずら極 ～リアル～
- 2008年12月26日 - 悪戯麻雀
- 2013年2月28日 - インターハートプレミアムBOX
- 2013年6月28日 - いたずら ～僕だけの絶対領域～
- 2013年8月30日 - 神待ち少女と泊め男 ～家出むすめに種付け中～
- 2013年11月29日 - ねえちゃん、もう出ちゃうよ！　～淫姉は俺の愛玩具(インネエハオレノアイガング)～
- 2014年8月29日 - 催眠パラノイア
- 2015年4月30日 -ねえちゃん、パックで出しちゃった！(パック製品：ねえちゃん、もう出ちゃうよ！＋ねえちゃん、ごめん出しちゃった!)
- 2017年6月30日 - インターハートプレミアムBOX2　～JK特濃中出しコンプリート～
- 2016年11月25日 - 痴漢堕～心理カウンセラー芽衣香の診療記録～
- 2017年7月28日 - 巨乳ドスケベ学園～処女たちの止まらない腰使い～
- 2018年8月31日 - イイナリ姉色～お姉ちゃんさえいればいい!～
- 2019年2月28日 - イイナリ妻色 ～止まらない腰使い～
- 2019年4月26日 - イイナリ姉色～お姉ちゃんにマーキング～
- 2019年6月28日 - イイナリ妻色2 ～人妻に横恋慕～
- 2019年8月30日 - マッチング結婚 ～アプリで見つける最高の花嫁～
- 2019年9月27日 - いもうとコレクション
- 2020年8月28日[6] - インターハート プレミアムBOX5

### Sweet HEART
- 2014年5月30日 - 寝トリ学園
- 2014年11月28日 - お嬢様はカタイのがお好き! ～神性なる女子寮日記～
- 2015年4月30日 - ねえちゃん、ごめん出しちゃった! ～おねえちゃんは僕専用～
- 2016年2月26日 - ハーレムゲーム ～俺はコレのおかげでエロゲーの主人公になれました!～
- 2016年10月28日 - 《緊急宣言》お姉ちゃん達は処女を卒業しますっ！！
- 2017年2月24日 - アイドル★クリニック 恋の薬でＨな処方
- 2017年5月26日 - 透けちゃって！！～九死に一生を得て濃密セカンドライフ～
- 2017年11月24日 - ハーレムゲーム2 ～普通じゃない主人公がハーレムを築くファンタジー(?)～
- 2018年4月27日 - はーれむ村～童卒不可避！子種提供は村の掟です!!～
- 2018年11月9日 - アイドル★クリニック ～恋の薬でHな処方～ アフターストーリー
- 2018年11月9日 - 《緊急宣言》お姉ちゃん達は処女を卒業しますっ!! アフターストーリー
- 2019年10月25日 - 仲良し姉妹ならキスも中出しもとーぜんだよねっ!

### INTERHEART cute
- 2014年3月28日 - 愛妹恋愛
- 2015年3月27日 - 妹(まい)どり～む！～ウチの妹は××になりたいらしい～
- 2016年7月29日 - 俺に彼女ができてから妹たちの様子がおかしい！？（俺カノ）
- 2018年11月9日 - 俺に彼女が出来てから妹たちの様子がおかしい!? アフターストーリー

### INTERHEART glossy
- 2015年11月27日 - 人妻スイミング倶楽部
- 2016年4月28日 - はらかつ!〜気になるあの子と子作りエッチ〜
- 2017年8月25日 - はらかつ!2～子作りエッチでお悩み解決～
- 2017年8月25日 - はらかつ! ダブル孕ませパック
- 2017年9月29日 - あまエロ～童貞君を優しくエスコート～
- 2018年1月26日 - 人妻寝取り屋
- 2018年3月30日 - ヒトヅマサイミンカウンセリング
- 2018年9月28日 - はらかつ!3 ～子作りビジネス廃業の危機!?～
- 2020年2月28日 - なごりさんは六堂和里になりきれない ～恋愛偏差値0の心理学～

### カカオ
- 2006年7月21日 - ボインにかけろ!
- 2017年1月27日 - 乳首ビンビン物語!～町のお菓子やさん、味のヒミツは濃厚生ミルク！～
- 2017年4月28日 - ぱふぱふ銭湯物語！～町のお風呂屋さん、繁盛の秘訣はHなマッサージ～
- 2017年12月22日 - シューカツ！

### INTER+
- 2015年7月31日 - 淫らな魔法使いと救性主

### DarknessPot
- 2016年3月25日 - 快楽傀儡（カイラクカイライ）～風美涼香～
- 2016年5月27日 - 快楽傀儡（カイラクカイライ）～桃川雛子～
- 2016年7月1日 - 我慢できない！ふたなりミルクメイド

### REAL
- 2009年5月29日 - いたずら極悪
- 2010年2月26日 - イチャずら～いたずら極悪ファンディスク～
- 2011年10月28日 - かすたむアイドロイドAi
- 2012年7月27日 - いたずらっ娘 ～うちの娘にかぎって～
- 2013年10月25日 - いたずら学園
- 2014年5月2日 - いたずら極悪＆イチャずらCOMPLETE EDITION
- 2015年1月30日 - いたずら狂悪
- 2016年5月27日 - いたずら家庭教師
- 2018年7月27日 - いたずらVR

### ぐみそふと
- 2010年4月30日 - 主に交われば朱くなる
- 2015年8月28日 - 天気雨

### 娘。（にゃん。）
- 2012年4月27日 - むりやり!?オトメDAYS
- 2020年6月26日 - 朝起きたら美少女になってたボクにお願いがあるんだって?しょうがないにゃあ・・いいよ。

### ういろうそふと
- 2008年9月26日 - お母さんは俺専用! ～あなたの初めてを…母さんが貰ってア・ゲ・ル～
- 2009年3月27日 - 茉莉子さん家の性事情 ～伯母さんは僕のモノ～
- 2009年12月25日 - お母さんがいっぱい!
- 2010年12月24日 - まません

### 解散したブランド
ポイズンブレス（POISON BREATH）
- 1995年7月14日 - ジェラシー
- 1996年9月27日 - <TOGE> 棘
- 1997年2月21日 - 人間昆虫 〜覗き〜
- 1997年7月25日 - 星のない街
- 1998年7月31日 - 滅 〜愛と死びと〜

ぷちDEVIL
- 2000年9月29日 - 相続人 -そうぞくびと-
- 2001年4月20日 - 淫美ノ魔刻
- 2001年10月12日 - Angelus -背徳の序曲-
- 2002年8月30日 - 少女人形 〜愛と飼育の日々〜

SWALLOW TAIL
ボーイズラブゲームブランド
- 2001年3月2日 - 私立大成学園物語
- 2001年6月15日 - 君と恋におちる季節
- 2002年7月26日 - SILENT MOON 〜サイレントムーン〜

## 主なスタッフ
原画
- 新田健司（2009年5月15日逝去）
- 矢神雲斎
- 牧田良信
- 牡丹
- 了藤誠仁